# Аир-Бабамян, Ян Алексеевич
Ян Алексеевич Аир-Бабамян (арм. Յան Ալեքսեյի Հայր-Բաբայան; 10 [23] марта 1907, Тифлис — 1997) — советский и российский архитектор, градостроитель. Заслуженный строитель РСФСР (1967), лауреат премии Совета Министров СССР (1971).

## Биография
Родился 23 марта 1907 года в Тифлисе (ныне Тбилиси, Грузия) в семье рабочего. Рано остался без родителей и был отправлен в приют, затем жил у родственников в Крыму. В возрасте 13 лет начал трудовую деятельность учеником-продавцом в магазине в Симферополе. С 1924 ода — рабочий сцены в Крымском государственном драматическом театре. В 1926—1928 годах работал в Крымкоммунстрое землекопом, каменщиком, штукатуром, бетонщиком на стройках. Позднее около двух лет работал в Трамвайном депо кондуктором, затем слесарем-вагоновожатым. В 1928 году непродолжительное время занимал должность начальника Симферопольской городской железной дороги.
В связи с ранним началом трудовой деятельности не получил систематического школьного образования. Некоторое время учился в трудовой сельской школе. В 1923—1926 годах обучался на рабфаке в Симферополе. В 1929 году по направлению симферопольского горкома ВКП (б) Я. А. Аир-Бабамян пошёл на рабочие курсы по подготовке в высшее техническое учебное заведение. В 1930 году он был направлен на учёбу в Москву, где поступил в Московский архитектурный институт (МАРХИ). В 1935 году окончил Московский архитектурный институт со званием архитектора, защитив дипломный проект на тему «Реконструкция Измайловского жилого района Москвы». Был оставлен в аспирантуре на кафедре градостроительства, работал ассистентом преподавателя.
В 1936 году занял должность районного архитектора Куйбышевского района Москвы, затем Дзержинского района, позднее Киевского района. С 1939 года — помощник председателя Моссовета по строительству.
После начала Великой Отечественной войны работал в МПВО города Москвы, был заместителем начальника службы маскировки. С октября 1941 года — на службе в армии. Занимал должность помощника начальника инженерного отделения штаба МПВО Москвы и руководителя служб убежищ. С конца 1941 до 1943 года — заместитель начальника жилищного управления Москвы.
В 1943 году назначен заместителем начальника Управления по делам архитектуры Москвы. В 1945—1948 годах — директор проектного бюро Академии архитектуры СССР. В 1948 году назначен начальником Государственных архитектурных мастерских Комитета по делам архитектуры при Совете Министров СССР. В 1950—1951 годах — начальник отдела проектных организаций Министерства Госстроя СССР. В 1951—1952 годах — заместитель президента Академии архитектуры СССР.
В 1954—1960 годах — директор Гипрогора. В 1960—1974 годах — главный архитектор Гипрогора. С 1974 года — главный специалист по архитектуре Гипрогора. В 1978 году вышел на пенсию.
Выполнил свыше 50 проектов планировок и зданий и сооружений, из которых осуществлено 36. Среди его работ — планировки посёлка Шушенского и города Губахи, реконструкция площади Коммуны и Киевского района Москвы, планировка и застройка жилого района в центре Ташкента, генеральные планы курортных городов Ялты, Алушты, Мисхора, Гурзуфа и других.
В Москве по его проектам были построены жилой дом Министерства иностранных дел СССР на 300 квартир (проспект Мира, 108), жилой дом на Гольяновской улице на 100 квартир. Среди его работ в других городах — железнодорожный вокзал в Евпатории, санаторий старых большевиков в Кратове под Москвой.
Член КПСС с 1931 года. Член Союза архитекторов СССР с 1935 года. Председатель Архитектурного фонда СССР.
Жил в Москве по адресу: Большая Полянка, 3/1. Умер в 1997 году.

## Работы
- Проект пристройки жилого дома и архитектурного решения фасада здания кинотеатра «Москва» (1932)[5]
- Проект районной планировки городов и поселков Выкса, Досчатое, Кулебаки и Мордовщики (1933; в составе коллектива)[5]
- Генеральный проект планировки и застройки парка культуры и отдыха Краснопресненского района Москвы (1934)[5]
- Проект реконструкции жилого района Измайлово (1935)[5]
- Проект планировки застройки двух- и трёхэтажными каменными зданиями: жилые дома, столовая, клуб на территории дома отдыха на 250 человек Главного управления учебных заведений Народного комиссариата тяжелой промышленности (1935; осуществлен частично)[5]
- Генеральный проект планировки жилого поселка на 50 тыс. человек для тракторного завода в Сталинграде (1935; в составе бригады; осуществлен частично)[5]
- Проект здания летнего ресторана на Волге (1935; в составе коллектива)[5]
- Проект застройки и благоустройства территории дома отдыха в Барвихе (1936)[5]
- Проект реконструкции и застройки Дзержинского района Москвы (1936; руководитель проекта)[5]
- Проекты реконструкции части Бульварного кольца «А» в Москве (1937—1939)[5]
- Проект реконструкции площади Коммуны в Москве (1937—1939; осуществлен частично)[5]
- Проект планировки и застройки Смоленской площади в Москве (1937—1939)[5]
- Проект реконструкции Киевского района Москвы (1937—1939; руководитель проекта; осуществлен частично)[5]
- Детальный проект планировки района Фили-Кунцево в Москве (1937—1939; руководитель проекта; осуществлен частично)[5]
- Проект трёхэтажного каменного здания комбината бытового обслуживания (1937—1939; осуществлен частично)[5]
- Проект четырёхэтажного здания городского клуба в Симферополе (1937—1939)[5]
- Проект пятиэтажного каменного жилого дома на 40 квартир (1937—1939)[5]
- Генеральный проект промышленной площадки и проект двух- и трёхэтажного здания производственных цехов деревообделочного завода в Москве (1937—1939; осуществлён)[5]
- Генплан застройки территории Министерства земледелия с жилыми двух- и трёхэтажными домами (1944)[5]
- Проекты малоэтажных каменных и деревянных жилых домов; серия из 16 вариантов (1944; осуществлен частично)[5]
- Двухэтажный кирпичный 8-квартирный жилой дом в Минске (1945)[5]
- Двухэтажный кирпичный 16-квартирный жилой дом в Минске (1945)[5]
- Проекты трёхэтажных каменных зданий Министерства путей сообщения в Мамонтовке: клуб, общежитие, учебный корпус, школа (1945)[5]
- Проект трёхэтажного кирпичного 24-квартирного жилого дома в Москве (1946)[5]
- Типовой проект двухэтажного деревянного 12-квартирного жилого дома (1946; совместно с архитектором И. А. Федосеевым; утверждён как типовой для РСФСР)[5]
- Типовой проект двухэтажного каменного 16-квартирного дома (1946; утверждён как типовой для РСФСР)[5]
- Типовой проект двухэтажного каменного 24-квартирного жилого дома (1946; совместно с архитектором И. А. Федосеевым; утверждён как типовой для РСФСР)[5]
- Проект двухэтажного здания общежития-гостиницы (1946; утверждён как типовой для РСФСР)[5]
- Проект квартала Министерства связи в Москве в Измайлове, Заводской проезд (1947—1948)[5]
- Проект трёхэтажного шлакобетонного 32-квартирного жилого дома Министерства связи в Москве в Измайлове, Заводской проезд (1947—1948)[5]
- Проект надстройки и архитектурного решения шестиэтажного дома Центроэнергостроя в Колокольниковом переулке в Москве (1947—1948)[5]
- Проект шестиэтажного жилого дома Министерства электростанций (1947—1948)[5]
- Проект четырёхэтажного каменного учебного здания кооперативного техникума (1947—1948)[5]
- Детальный проект планировки и застройки города Губахи в Пермском крае (1947—1948)[5]
- Проект здания Финансового института Министерства высшего образования на Ярославском шоссе в Москве (1947—1948)[5]
- Проект павильона СССР для выставки в Будапеште (1947—1948)[5]
- Поселок Министерства металлургической промышленности в Москве в Измайлове, улица Средняя Первомайская (1947—1948)[5]
- Жилой дом Министерства металлургической промышленности в Москве в Измайлове, улица Средняя Первомайская, 4 (1947—1948)[5]
- Жилой дом на проспекте Мира, 108 (1951; в соавторстве с Б. Ю. Браденбургом и В. Н. Соколовой)[5]
- Вокзальное здание станции Евпатория (1953)[5]
- Реконструкции городов-курортов Южного берега Крыма (1960-е; руководитель группы)[5]
- Реконструкции Шушенского (1960-е; руководитель группы)[5]
- Проектирование и застройка крупных жилых районов в Ташкенте (1960-е; руководитель группы)[5]

## Награды и звания
- Заслуженный строитель РСФСР (1967)[4]
- Премия Совета Министров СССР (1971)[4]
- Медаль «За оборону Москвы»[5]
- Медаль «За доблестный труд в Великой Отечественной войне 1941—1945 гг.»[5]